# ماری بووین
ماری-آن ویکتوار ژیلن بووین (انگلیسی: Marie Boivin; ۹ آوریل ۱۷۷۳ – ۱۶ مهٔ ۱۸۴۱) مامای فرانسوی، مخترع و نویسنده در حوزه مامایی بود. بووین یکی از مهم‌ترین زنان در پزشکی قرن نوزدهم خوانده شده است. بووین یک لگن‌سنج (پلویمتر) جدید و یک اسپکولوم واژینال اختراع کرد، و کتاب‌های درسی پزشکی‌ای که او نوشت به زبان‌های مختلف ترجمه شدند و تأثیر بسیار زیادی داشتند.

## پیشینه
ماری‌آن ویکتوار ژیلن در سال ۱۷۷۳ در ورسای متولد شد. او توسط راهبه‌های پرستار در صومعه‌ای در اتامپ تحصیل کرد، جایی که استعدادهای او توجه مادام الیزابت، خواهر لویی شانزدهم پادشاه فرانسه را به خود جلب کرد. زمانی که صومعه در جریان انقلاب فرانسه ویران شد، او سه سال به تحصیل در رشته آناتومی و مامایی پرداخت.
تحصیلات پزشکی او زمانی قطع شد که در سال ۱۷۹۷ با لوئی بووین، یک کارمند دولت، ازدواج کرد. لوئی بووین به‌زودی درگذشت و او را با یک دختر و وضعیت مالی ضعیف تنها گذاشت. او مامای یک بیمارستان محلی شد و در سال ۱۸۰۱ سرپرست آن بیمارستان گردید. در این نقش، او ژان-آنتوان شاپتال را متقاعد کرد که مدرسه‌ای ویژه برای آموزش مامایی تأسیس کند. بووین همچنان به تحصیل در حوزه پزشکی ادامه داد. او سپس شاگرد، دستیار و دوست ماری-لوییز لاشاپل در پاریس شد. بووین در سال ۱۸۰۰ مدرک خود را دریافت کرد و برای طبابت در ورسای ماند.

## حرفه
وقتی شوهرش درگذشت، او به پاریس بازگشت تا به لاشاپل در لا ماترنیت کمک کند. در این دوران، بووین رابطه نزدیکی با دکتر شوسیه برقرار کرد. به دلیل حسادت حرفه‌ای از سوی همکار و دوستش لاشاپل، بووین در سال ۱۸۱۱ از سمت خود استعفا داد و پس از مرگ لاشاپل در سال ۱۸۲۲، پیشنهاد جانشینی او را رد کرد. او با دستمزدی اندک در بیمارستانی در پاریس برای زنان «سقط‌کرده» مشغول به کار شد. در سال‌های بعد، او به عنوان مدیر مشترک یا مدیر در چندین بیمارستان خدمت کرد، از جمله بیمارستان عمومی سن-ا-اواز (۱۸۱۴)، یک بیمارستان نظامی موقت (۱۸۱۵)، بیمارستان زایشگاه، و خانه سلطنتی سلامت. او همچنین عضو چندین انجمن پزشکی بود. او مقالات و کتاب‌هایی دربارهٔ تجربیات شخصی‌اش و اسپکولوم رحمی‌اش منتشر کرد. کتاب او با عنوان «یادبود هنر زایمان» در سال ۱۸۱۷ منتشر شد، چندین بار تجدید چاپ شد و به کتاب درسی استانداردی بدل گشت.

## سهم علمی
بووین یک لگن‌سنج جدید و یک اسپکولوم واژینال اختراع کرد که برای گشاد کردن واژن و معاینه دهانه رحم استفاده می‌شد. اختراعات او نه تنها به بیماران زن کمک کرد، بلکه برای پزشکان نیز مفید بود. او یکی از نخستین افرادی بود که از گوشی پزشکی برای شنیدن صدای قلب جنین استفاده کرد. او برای کشف علت برخی از انواع خونریزی، سقط جنین و بیماری‌های جفت و رحم مورد تقدیر قرار گرفت. رادکلیف بیان کرد که او «در حال انجام درمان‌های جراحی‌ای بود که در کشورهای دیگر مختص مردان بودند.» بووین همچنین یکی از نخستین جراحانی بود که دهانه رحم را به علت توده سرطانی قطع کرد. چون بووین جراحی نوآور و ماهر در حوزه زنان بود، دانشگاه‌های آلمان نسبت به پذیرش ایده مهارت زنان در جراحی زنان و زایمان گشاده‌روتر شدند.
بین سال‌های ۱۸۱۲ تا ۱۸۲۳، بووین آثار زیادی از جمله آثار اصلی و ترجمه‌ای  منتشر کرده است.